# Wikipédia en géorgien
Wikipédia en géorgien (en géorgien : ქართული ვიკიპედია) est l’édition de Wikipédia en géorgien, langue kartvélienne parlée en Géorgie. L'édition est lancée en février 2004. Son code est : ka.
Au 30 mars 2025, l'édition en géorgien contient 180 715 articles et compte 167 870 contributeurs, dont 280 contributeurs actifs et 6 administrateurs.

## Présentation

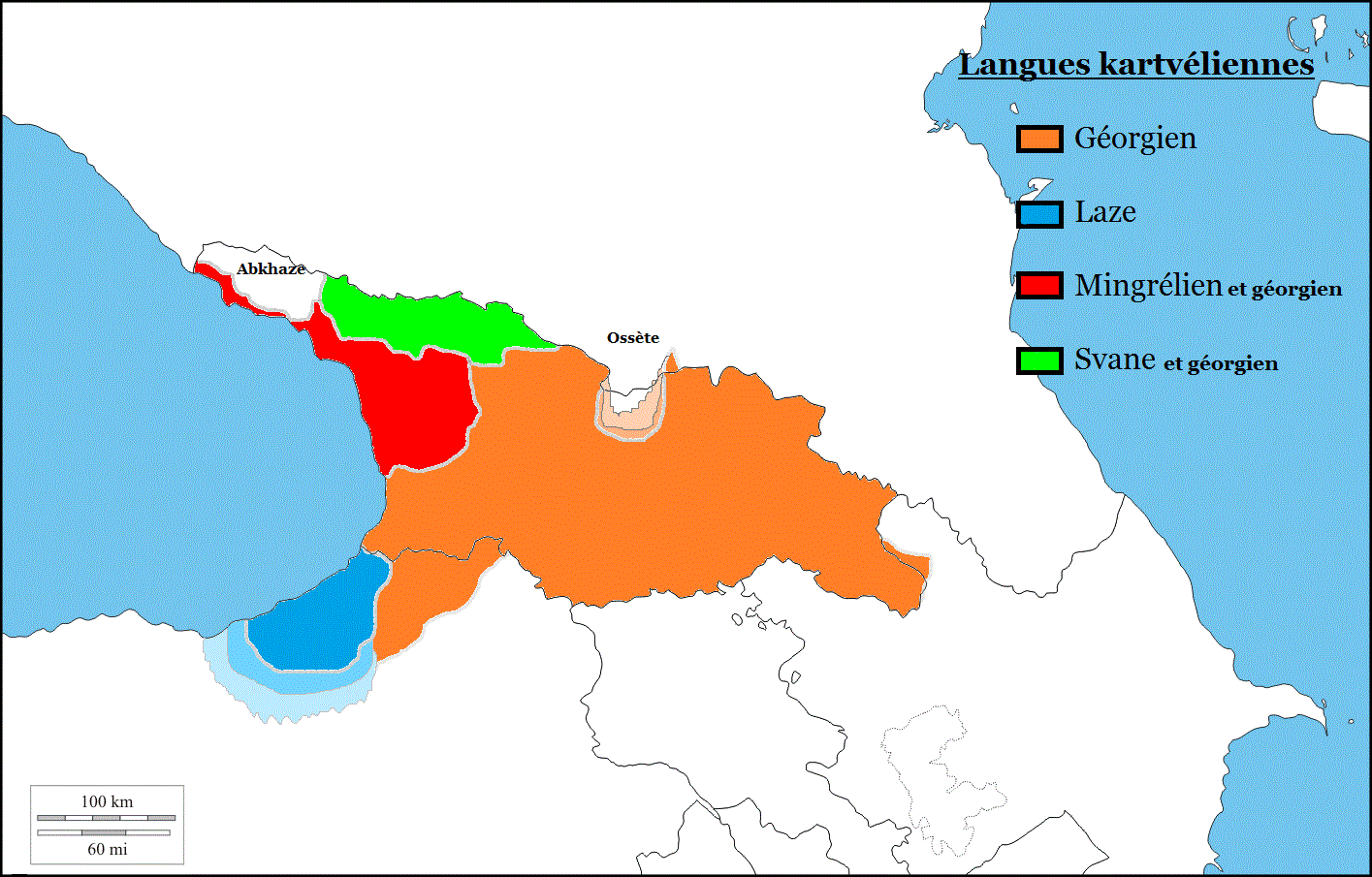
Répartition des locuteurs de langues kartvéliennes.

L'édition de Wikipédia en géorgien a été créée en novembre 2003 à la demande de l'espérantiste géorgien Avtandil Abuladze qui s'est tourné vers les espérantistes américains Chuck Smith et Brion Vibber. Abuladze était alors actif dans l'édition en espéranto où il a créé des centaines d'articles dans les domaines des sciences exactes et de la géographie du Caucase. Il est revenu à l'édition géorgienne en février 2005, alors qu'il n'y avait que 26 articles dans l'édition.

## Statistiques
- En mars 2009, l'édition en géorgien compte quelque 27 800 articles et 9 800 utilisateurs enregistrés.
- Le 3 octobre 2022, elle contient 163 356 articles et compte 144 183 contributeurs, dont 206 contributeurs actifs et 6 administrateurs.
- Le 15 août 2024, elle contient 174 013 articles et compte 162 580 contributeurs, dont 263 contributeurs actifs et 6 administrateurs.